# Andrzej Oberc
Andrzej Stefan Oberc (ur. 7 października 1920 w Jaśle, zm. 24 sierpnia 1981 w Wiśle) – polski geolog, profesor.

## Życiorys
Brat księdza Aleksandra Oberca, odznaczonego Medalem Sprawiedliwy wśród Narodów Świata oraz profesora geologii Józefa Oberca. Jego bratankiem był Paweł Oberc, polski geofizyk. W 1937 ukończył Państwowe Gimnazjum w Jaśle i podjął studia geologiczne na Uniwersytecie Jana Kazimierza we Lwowie, które ukończył już w czasie okupacji (1941). W latach 1942–1944 pracował we Lwowie jako geolog kolejno w firmach Beskiden Erdölgewinnung Gesellschaft i Karpathen Öll. W 1944 został aresztowany, przebywał w obozach pracy przymusowej w Grybowie i w Stróżach. Po ucieczce pod koniec tego roku, ukrywał się aż do zakończenia wojny.
Po wojnie pracował na Uniwersytecie Jagiellońskim do 1947, broniąc tam magisterium w 1945 i doktorat w 1947. Od 1947 do 1961 był pracownikiem krakowskiej Akademii Górniczo-Hutniczej, gdzie habilitował się, a od 1961 Politechniki Krakowskiej. Od 1955 do 1959 był prorektorem AGH. W 1975 uzyskał tytuł profesora nadzwyczajnego. Członek Polskiego Towarzystwa Geologicznego.
Jednym z ważnych zagadnień badawczych A. Oberca było gruntoznawstwo i gleboznawstwo. Opracowywał liczne mapy gruntowe. Zajmował się także geologią inżynierską (zwłaszcza w zakresie hydrologii), mineralogią oraz geologią złożową. Terytorialnie zajmował się głównie obszarem Karpat oraz okolicami Krakowa. 
W 1948 ożenił się z Marią z domu Bojko (1925–2007), polonistką, z którą miał córkę Annę Oberc (ur. 1949), dyrektorkę naczelną Filharmonii Krakowskiej. 
Zmarł w Wiśle, pochowany na cmentarzu Rakowickim w Krakowie (kwatera LXXXIII-10-12).

## Ordery i odznaczenia
- Krzyż Kawalerski Orderu Odrodzenia Polski (1967)[3]
- Złoty Krzyż Zasługi (1959)[3]
- Medal 10-lecia Polski Ludowej (15 stycznia 1955)[5]
- Złota Odznaka ZNP (1966)[3]